# Polydesmus abchasius
Polydesmus abchasius är en mångfotingart som beskrevs av Carl Graf Attems 1898. Polydesmus abchasius ingår i släktet Polydesmus och familjen plattdubbelfotingar. Inga underarter finns listade i Catalogue of Life.